# Венере (Л'Аквила)
Венере (итал. Venere) је насеље у Италији у округу Л'Аквила, региону Абруцо.
Према процени из 2011. у насељу је живело 772 становника. Насеље се налази на надморској висини од 691 м.